# Load Family
《Load Family》（韓語：로드패밀리），由張在日導演執導，而由初瓏、朴元相主演。主軸為描述。

## 演員陣容

### 主要人物
| 演員   | 角色 | 介紹 |
| 初瓏   |      |      |
| 朴元相 |      |      |
| 金多藝 |      |      |

### 其他人物
| 演員 | 角色 | 介紹 |
|      |      |      |

## 備註與參考資料